# Nancy Dalberg
Nancy Dalberg, née le 6 juillet 1881 à Drøsselbjerg sur l'île de Seeland et morte le 28 septembre 1949 à Frederiksberg, est une compositrice danoise. 

## Biographie
Nancy Dalberg a grandi sur l'île danoise de Fionie (Fyn) où elle a appris à jouer du piano. Son père, un industriel aisé, lui refuse le souhait d'aller étudier à l’Académie royale danoise de musique. En fin de compte, elle se met à composer à cause de problèmes médicaux touchant son bras. Elle suit des cours privés de composition avec Johan Svendsen, Fini Henriques et Carl Nielsen.  
Elle a peu composé et la plupart de ses œuvres ont été écrites entre 1914 et 1935. Ses compositions comprennent une quarantaine de chansons, de la musique orchestrale et de la musique de chambre. Elle est la première compositrice danoise à écrire une symphonie. Cette dernière a reçu des critiques élogieuses, quoique parfois surprises et condescendantes du fait que sa créatrice soit une femme. Les deux influences les plus marquantes sur sa musique viennent de Svendsen et de Nielsen. 
Sa musique de chambre a retenu toute l'attention et l'un de ses trois quatuors à cordes, le deuxième quatuor à cordes en sol mineur, op. 14, est entré dans le répertoire de nombreux ensembles scandinaves et a été enregistré sur un CD de Dacapo en 1999 (Dacapo 8.224138). Les partitions ont été republiées par les éditions musicales Silvertrust en juin 2007. Walter Willson Cobbett, l’un des critiques de musique de chambre les plus respectés, évoque dans Cyclopedic Survey of Chamber Music le quatuor en ces termes : 

« Nancy Dalberg a publié cette œuvre sans indiquer son prénom. Si je n'avais pas appris par hasard qu'elle avait été composée par une femme, compte tenu également de l'austérité et de la force naturelle de sa musique, je n'aurais jamais pensé qu'il s'agissait d'une femme qui s'adressait à nous. Sa maîtrise de la technique de composition est remarquable et elle a quelque chose de précis à dire. »

## Sources
- (en) Inge Bruland, « Dalberg, Nancy », dans Grove Music Online. Oxford Music Online, Oxford University Press, 2019 (lire en ligne)
- (en) Walter Willson Cobbett, Cyclopedic Survey of Chamber Music, Londres, WW Cobbett, Oxford University Press, 1963
- (en) Lisbeth Ahlgren, livret de Dacapo Nancy Dalberg, CD 8.224138, Dacapo, Copenhague, 1999